# Nhà xuất bản Đại học Cambridge
Nhà xuất bản Đại học Cambridge (Cambridge University Press, CUP) là một nhà xuất bản của Đại học Cambridge. Được thành lập bởi Henry VIII năm 1534, đây là nhà xuất bản lâu đời nhất và là nhà xuất bản trực thuộc đại học lớn thứ hai trên thế giới (sau Oxford University Press).